# 더 보이스 인 더 밴드
《더 보이스 인 더 밴드》(영어: The Boys in the Band)는 마트 크롤리가 창작한 연극이다. 이 연극은 1968년 오프브로드웨이에서 초연되었고, 2018년 50 주년을 맞아 브로드웨이에서 부활했다. 이 연극은 뉴욕에서 생일 파티를 위해 모인 게이 남성들 중심으로 전개된다. 이 연극은 "진정한 연극의 판도를 바꾸며, 동성애자들의 삶을 아직 완전히 받아들일 의지가 없는 세상에서 뻔뻔스럽고 판단없이 무대에 올림으로 혁명을 일으켰다."는 평가를 받았다." 1970년 《밴드의 소년들》이라는 이름으로 영화화되었으며, 50주년 브로드웨이 공연에 참가한 모든 게이 배우들은 다시 2020년 《보이즈 인 더 밴드》라는 영화로 각색되어 출연하였다.